# کارمن مورالس د لاس اراس
کارمن ماریا گوآدالوپه دولورِس مورالِـس دِ لاس اِراس (اسپانیایی: Carmen María Guadalupe Dolores Morales de las Heras‎؛ زادهٔ ۱۲ دسامبر ۱۹۷۰) بازیگر و خواننده اهل اسپانیا است.
از فیلم‌ها یا مجموعه‌های تلویزیونی که وی در آن‌ها نقش داشته‌است، می‌توان به امکانش هست؟ اشاره نمود.